# Cinemax

Logo Cinemax

Cinemax is een kabeltelevisienetwerk dat films, speciale documentaires, erotiek en andere services uitzendt aan geregistreerde abonnees. Cinemax is in het bezit van de Home Box Office Group, een divisie van Warner Bros. Discovery. Deze groep is het meest bekend om hun HBO-televisienetwerk. Cinemax werd gelanceerd door HBO in augustus 1980.
Cinemax is het meest bekend geworden door het feit dat zij op een regelmatige basis softcore erotiek uitzenden laat op de avond. Hierdoor heeft het netwerk de spottende bijnamen Skin-a-max en Skinemax gekregen.

## Originele series
- Strike Back (2011), vanaf seizoen 2, eerste in de Verenigde Staten
- Hunted (2012) in samenwerking met BBC One
- Banshee (2013)
- Sandbox (2014)
- The Knick (2014)
- Warrior (2019)